# Кошелівка (Сватівський район)
Кошелі́вка — село в Україні, у Троїцькій селищній громаді Сватівського району Луганської області. Населення становить 34 особи. Орган місцевого самоврядування — Арапівська сільська рада.

## Історія
Біля слободи Арапівка жителі хутора Кам'янка Куп'янського повіту Харківської губернії заснували село[джерело?].
На початку XIX слободою володіла дворянка Олександра Фесенкова. 1834 році штабс-капітан Йосип Клепацький будує винокурний завод[джерело?]. На цьому заводі працювали: 1 майстер, десять дорослих і два малолітніх робітники. Завод за півроку виробляв 13298 відер вина міцністю 38 градусів. Ціна одного відра вина коштувала власникові 53 копійки. Збувалась продукція у Куп'янському та частково, Старобільському повітах.

## Населення

### Мова
Розподіл населення за рідною мовою за даними перепису 2001 року:
| Мова       | Кількість | Відсоток |
| ---------- | --------- | -------- |
| українська | 33        | 97.06%   |
| російська  | 1         | 2.94%    |
| Усього     | 34        | 100%     |

## Вулиці
- вулиця Лугова

| Україна | Це незавершена стаття з географії України. Ви можете допомогти проєкту, виправивши або дописавши її. |

1. ↑  Рідні мови в об'єднаних територіальних громадах України — Український центр суспільних даних